# Lasara Idanoi
Lasara Idanoi is een bestuurslaag in het regentschap Nias van de provincie Noord-Sumatra, Indonesië. Lasara Idanoi telt 1617 inwoners (volkstelling 2010).